# West Point (New York)
West Point is een Amerikaanse garnizoensplaats die deel uitmaakt van de plaats Highlands in de staat New York. Bij de 2000 Census had West Point 7138 inwoners.
De United States Military Academy van de US Army is gesitueerd in West Point, en wordt zelf ook vaak West Point genoemd.

## Plaatsen in de nabije omgeving
De onderstaande figuur toont nabijgelegen plaatsen in een straal van 8 km rond West Point.

## Geboren in West Point
- Alfred Thayer Mahan (1840-1914), admiraal en militair theoreticus
- Gore Vidal (1925-2012), schrijver
- Tony Hale (1970), acteur